# Monasterio de Bonaval
El monasterio de Santa María de Bonaval es un monasterio cisterciense fundado en 1164 y situado en el municipio español de Retiendas, en la provincia castellano-manchega de Guadalajara.

## Fundación
| La Orden de Santiago con la del Hospital Calatrava y Alcántara, con la de Bonaval: Los Abades benditos en esta fiesta tal, Te, amorem, laudemus!, cantaban por igual. —Juan Ruiz, "Arcipreste de Hita", s. XIV, Libro de buen amor. |

En 1164, el rey Alfonso VIII de Castilla entregó el valle en que actualmente se asienta el monasterio a un grupo de monjes cistercienses para que lo habitasen velut precarium (de prestado). repoblaran la zona y sirvieran como barrera ante una posible invasión musulmana, aunque en estos tiempos la Reconquista había avanzado y las fronteras con los musulmanes estaba bastante lejos. En 1175, en el monasterio de Fitero, Alfonso VIII cedió totalmente Bonaval a la orden y determinó las posesiones del monasterio. Los primeros monjes vinieron del monasterio de Santa María de Valbuena de Valladolid.
La extensión de las tierras monasteriales era, ya desde sus comienzos, bastante grande. Con el tiempo fue creciendo todavía gracias a las herencias de particulares e incluso por parte de la realeza. En 1224 Alfonso IX de León entregó una nueva heredad y en 1253, Alfonso X el Sabio confirmó todos los privilegios y donaciones de sus antepasados. Con las primeras reformas de la Orden, Bonaval perdió su carácter de abadía y fue incorporada a la Congregación Cisterciense de Castilla quedando bajo la jurisdicción de los monjes de Monte Sion en Toledo y convirtiéndose poco a poco en un lugar donde los monjes más ancianos se preparaban para morir.

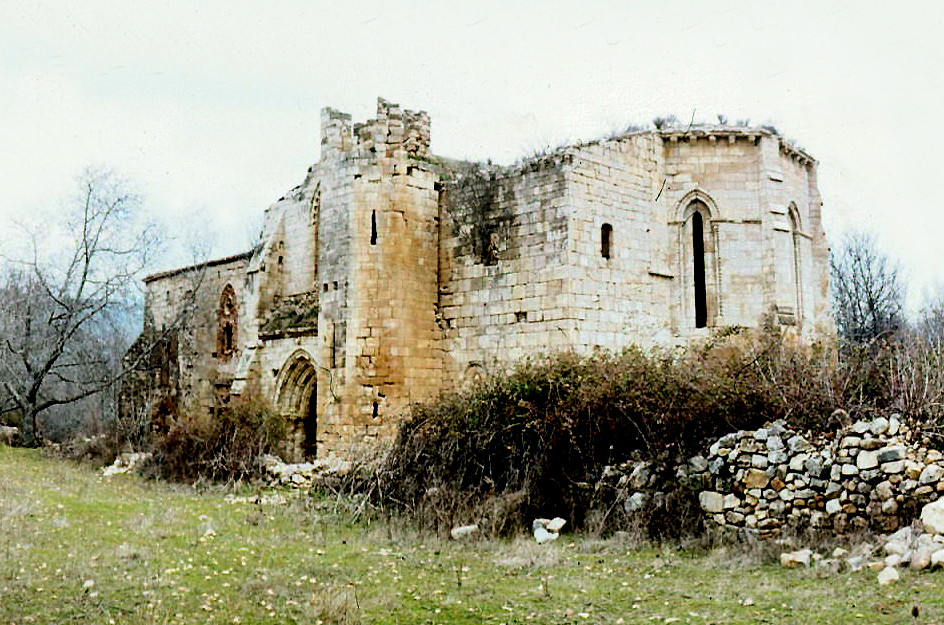
Ruinas del monasterio a mediados de la década de 1970

En 1713 al acabar la guerra de Sucesión Española y con la victoria de Felipe V, le fue nuevamente reconocido a Bonaval su exención de pagos al Estado, confirmándole su posesión de territorios anejos todo para que continuasen, como desde hacía más de 500 años venían cumpliendo, con oraciones y ruegos a Dios por las personas reales. El monasterio no sufrió mucho en la guerra de la Independencia de España, por haber sido aquel territorio, semiaislado, poco castigado por la soldadesca francesa. Sin embargo, fue afectado por el decreto de supresión de las órdenes monacales, publicado a comienzos del trienio liberal (1821), que terminó con algunos antiguos monasterios, entre ellos el de Bonaval. Los monjes se retiraron a su casa madre, en Toledo, y el edificio fue vendido a particulares, que no se preocuparon de su conservación y propiciaron la ruina en la que se encuentra hoy. Su archivo se dispersó en su mayoría; sus libros, sus joyas, sus pertenencias más diversas cayeron en manos de anticuarios y oportunistas, y solamente algunas piezas artísticas pasaron a la parroquia de Retiendas, donde hoy se veneran.
En diciembre de 2017 dieron comienzo una serie de obras de rehabilitación del monasterio a cargo de la Junta de Comunidades de Castilla-La Mancha.

## Descripción

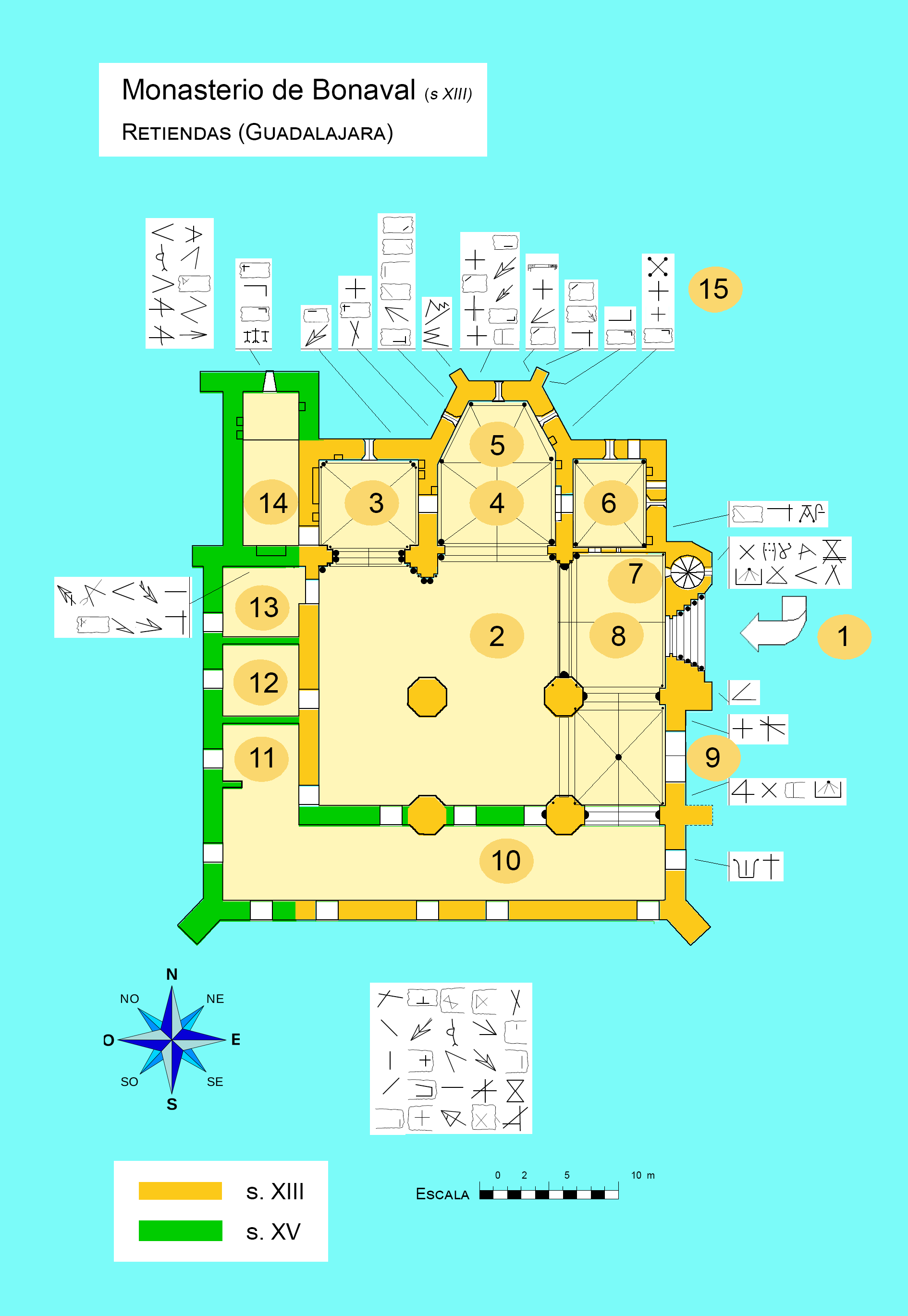
Aprox. a la planta de la iglesia del monasterio de Bonaval y marcas de cantero.

De lo que llegó a ser el monasterio solo se conserva parte de su iglesia, principalmente la cabecera, crucero y nave meridional, además de una sacristía adosada al ábside del Evangelio y algunos paredones de lo que debieron ser dependencias monacales, celdas, refectorios, salones, etc.

### Planta
El templo presenta la orientación litúrgica habitual. Su planta es ligeramente rectangular, 42 metros de largo y 37 de ancho, de tres naves y dos tramos, reforzada exteriormente con gruesos contrafuertes en el muro sur, crucero y cabecera formada por tres ábsides, el central poligonal de tres lados y los laterales rectangulares. Inicialmente debió tener tres tramos pero el del pie fue utilizado para dependencias monacales. El tramo recto del presbiterio tiene planta cuadrada y los ábsides laterales rectangular. Este tipo de cabecera era habitual en los monasterios masculinos con el fin de poder decir tres misas al mismo tiempo. El ábside central está reforzado exteriormente por dos grandes contrafuertes y la nave de la epístola por contrafuertes escalonados en el muro sur.  Fue realizada con gruesos muros de sillería caliza, de talla regular y bien concertada, con relleno interior. Actualmente presenta importantes eflorescencias, principalmente en la Capilla del Evangelio y Sacristía.

### Exterior
- Ábside central (5). Está dividido en tres paños por gruesos contrafuertes en los vértices. Los dos laterales son del tipo de cabecera plana. La cubierta se apoya en una cornisa lisa y en la cabecera con canecillos decorados con motivos vegetales y roleos.

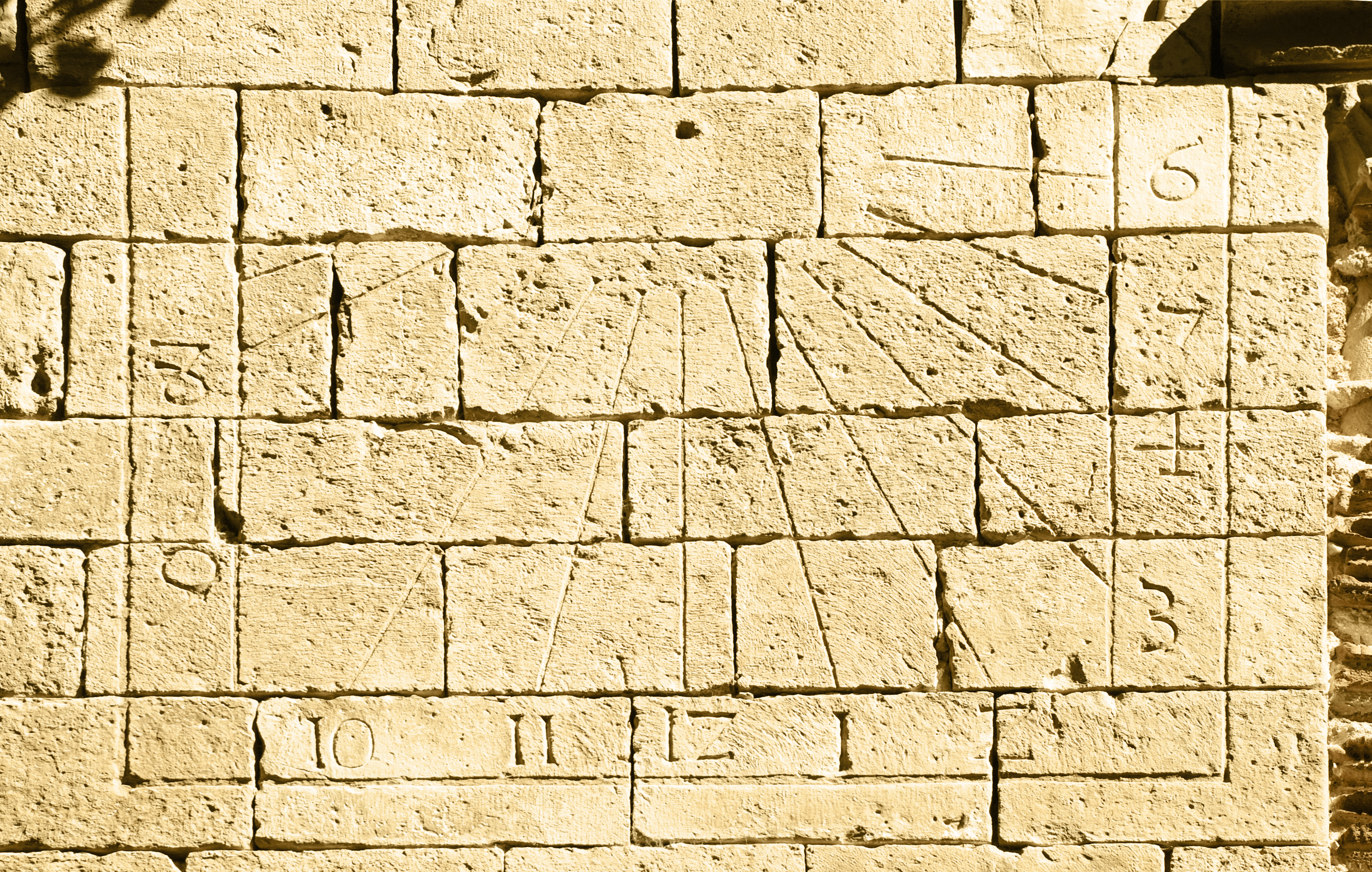
Reloj de sol sobre el pórtico sur.

- Torre (7). Adosada al muro meridional del templo, cuenta con una escalera de caracol accesible desde el interior, por la que se puede subir hasta los bordes de los muros y las bóvedas que aún se mantienen en pie. Está iluminada por un vano muy estilizado abocinado al exterior en el muro sur y dos más en el chaflán sureste. Conserva restos de almenas. En el muro sur, debajo del ventanal hay tallado un reloj de sol.
- Pórtico sur (1). Punto de acceso al templo, la portada dispone de cuatro arquivoltas muy apuntadas de triples bandas paralelas, soportadas por cuatro pares de columnas con capiteles con decoración vegetal a cada lado. El conjunto está protegido por guardapolvos con puntas de diamante. Sobre él, descentrado con respecto al eje de la puerta, hay un grandioso ventanal ajimezado que, en funciones de rosetón, iluminaba el primer tramo de templo. Su arco apuntado con aristas achaflanadas, cobija dos arquillos también achaflanados que rodean sendos vanos. El conjunto está rodeado por una banda de arquillos ciegos a modo de guardapolvos. A la izquierda del ventanal hay tallado un reloj de sol en muy buen estado, aunque sin gnomon. En el segundo tramo de la nave, existe otro vano, acceso a dependencias monacales (9) de ejecución más sencilla, con una arquivolta apuntada rodeada por dos molduras en bocel.
- Fachada oeste. Se encuentran las dependencias monásticas (10), posible dormitorio conventual, construidas en época posterior sobre el tercer tramo de las naves.
- Fachada norte. En ella se sitúan diversas dependencias monásticas (11 a 13), difícilmente identificables por su estado.
- Sacristía (14). Adosada al ábside de la nave del Evangelio. Se trata de una posible capilla primitiva de planta rectangular, con cubierta de bóveda de cañón de medio punto e iluminación mediante un vano rectangular achaflanado al interior.

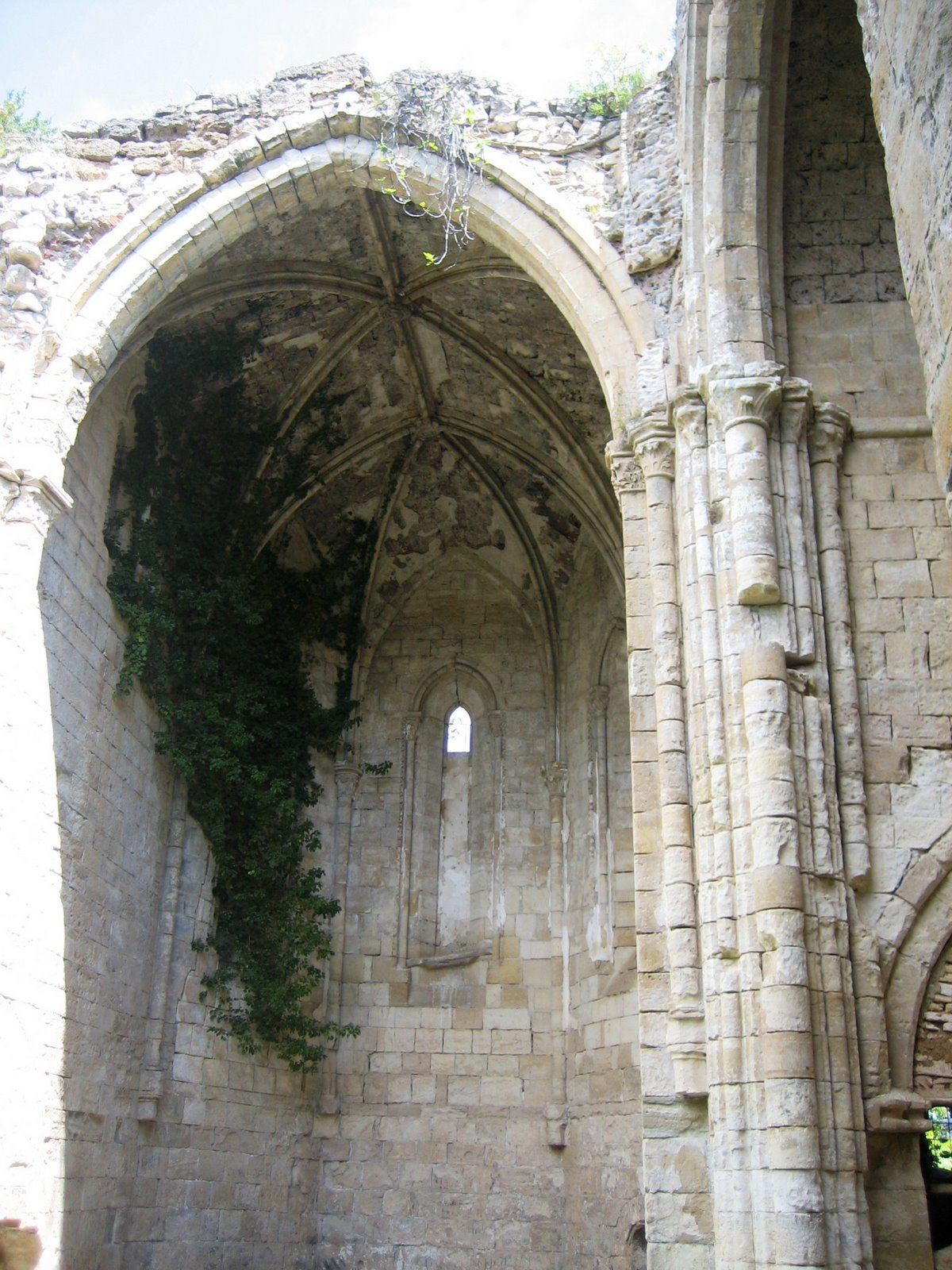
Ábside central: presbiterio y altar mayor.

### Interior
Su decoración es la típica del estilo cisterciense, elegante y sobria, con capiteles decorados con motivos vegetales.
- Cubiertas. Las naves se cubren con bóvedas de crucería de nervios muy marcados; únicamente el lado meridional del crucero se cubre de bóveda de cañón apuntada. Los arcos, apuntados, se apoyan en semicolumnas con capiteles de decoración vegetal. Las bóvedas y sus correspondientes nervaduras se apoyan en el muro a través de una cornisa soportada mediante pilastras y semicolumnas adosadas, con capiteles de decoración vegetal y en los gruesos pilares octogonales entre las naves. Solo se conservan las cubiertas de los tres ábsides y la nave sur.
- Presbiterio (4) Al tramo recto del presbiterio se accede mediante arco de triunfo apuntado. Dispone de vanos de comunicación con los ábsides laterales. La zona del Altar Mayor (5) muestra una bóveda sextapartita, de crucería nervada en los tramos recto y poligonal, con clave decorada. Los ábsides laterales, capilla del Evangelio (3) y capilla de la Epístola (6), son de planta rectangular y cubierta de bóveda de crucería nervada. Los tres ábsides se comunican mediante vanos abiertos en los muros del presbiterio.
- Nave central (2) Conserva restos de las columnas centrales. Gran parte de los fustes están perdidos o muy deteriorados por eflorescencias salinas que afectan profundamente la piedra.
- Nave de la Epístola. Conserva la cubierta de bóveda de crucería muy completa en los dos tramos.
- Crucero (8). Brazo sur, se cubre con bóveda de cañón apuntado. En él se sitúa el pórtico de acceso al templo.
- Sacristía (14). De planta rectangular y cubierta de bóveda de cañón rebajado en la parte adosada al ábside y de medio punto en la zona este; en el muro oriental dispone de un vano con arco de medio punto ligeramente abocinado y fuerte derrame interior.
- Iluminación. La iluminación se resuelve mediante vanos apuntados muy estilizados, abocinados con gran derrame interior y en el exterior, con arco apuntado sobre una imposta en bocel y columnillas con capiteles decorados, arquivoltas fina y chambranas de punta de diamante. El ábside central presenta ventanales al este y sur; los absidiolos laterales disponen de dos vanos de medio punto en la fachada este, el inferior estilizado y levemente abocinado al exterior y un tercero similar a este último en el muro sur.